# Carausius strumosus
Carausius strumosus är en insektsart som beskrevs av Carl Stål 1875. Carausius strumosus ingår i släktet Carausius och familjen Phasmatidae. Inga underarter finns listade.